# Celler del Sindicat Agrícola d'Aiguamúrcia
El Celler del Sindicat Agrícola d'Aiguamúrcia és un celler del municipi d'Aiguamúrcia (Alt Camp). És un edifici protegit com a bé cultural d'interès local.

## Descripció
Aquest celler s'allunya de la tipologia usual dels cellers de Martinell; i s'apropa al concepte de masia. Consta d'una sola nau, dividida en dos espais per mitjà d'una estructura formada per dos arcs catenaris superposats suportats per pilars de secció quadrangular; els carcanyols són perforats per pilarets. Aquesta estructura suporta una coberta d'encavallades i bigues de fusta i teulada a dues vessants, amb el capcer de la façana principal recte i coronat per dues boles, que es repeteixen al carener de la teulada. A la part posterior de la nau es va situar el moll de descàrrega.
La façana és dividida en quatre nivells: l'inferior, un sòcol de pedra, és rematat a la part superior per una línia d'imposta de maó, disposats en dents de serra, que ressegueix tot el perímetre de l'edifici i envolta la portada, d'arc de mig punt adovellada, englobada entre el primer i el segon nivell, aquest, un parament cec arrebossat; una altra línia d'imposta també de maó, més senzilla, separa aquesta zona cega de la zona d'obertures, que a la façana principal és una galeria de cinc finestres d'arc de mig punt, fet també de maons; finalment, trobem la potent cornisa de la teulada. Als paraments laterals s'obren nou grups de tres finestres senzilles d'arc de mig punt.

## Història
Situat a la sortida del poble d'Aiguamúrcia, aquest celler, projectat per Cèsar Martinell el 1919, ja era enllestit el 1920 (a la façana principal apareix la data 1919). Posteriorment s'hi feren diverses ampliacions. Després de la Guerra Civil, l'activitat del celler va minvar i el 1985, va deixar de produir vi.